# Andronik III. Paleolog
Andronik III. Paleolog (starogrč. Ἀνδρόνıϰος Παλαıολόγος, Andrόnikos Palaiolόgos) (Carigrad, 1296. – Carigrad, 15. lipnja 1341.), bizantski car (1328. – 1341.) iz dinastije Paleologa. Nastojao je ojačati Bizantsko Carstvo tijekom njegove zadnje faze postojanja, ali je i sam pridonio daljnjem propadanju države za vrijeme građanskog rata kojeg je vodio protiv svojega djeda. Po stupanju na prijestolje, dosta se pouzdavao u savjete svog prijatelja i kasnijeg cara, Ivana Kantakuzena.

## Životopis
Bio je sin cara Mihaela IX. († 1320.) i Rite Armenske († 1333.). Nakon očeve smrti sukobio se s djedom, carem Andronikom II. te je dobio na samostalnu upravu dio Carstva. Godine 1322. ponovno se razbuktao građanski rat, a jer je mladi Andronik dobivao sve više pristalica, stari je car ponovno popustio i sklopio mir po ranijim uvjetima. Po uspostavi mira, Andronik je postao suvladar svoga djeda. Kao posljedica krize u Carstvu oslabila je središnja vlast, a Osmanlije su 1326. godine osvojili bizantski grad Brusu i učinili ga svojom prijestolnicom.
Godine 1327. izbio je treći sukob između careva Andronika II. i Andronika III., koji je prerastao u otvoreni rat u koji su se umiješale i južnoslavenske države; Srbija pod Stefanom Dečanskim (1321. – 1331.) na strani Andronika II. i Bugarska pod Mihajlom Šišmanom na strani Andronika III. Tijekom rata, mladi je Andronik osvojio čitavu bizantsku Makedoniju i grad Solun i tek je vojna pomoć bugarskog cara Mihajla Šišmana stabilizirala vlast staroga cara, ali ne zadugo, jer je Andronik III. uspio natjerati bugarskog cara na povlačenje trupa, nakon čega je bez borbi ušao u Carigrad, zbacio Andronika II. s prijestolja, prognao ga u samostan te preuzeo carsku krunu.
Kada je došao na vlast, proglasio je pristašu i prijatelja Ivana Kantakuzena upraviteljem države. Andronik III. je po stupanju na prijestolje proveo sudske reforme i uz pomoć Kantakuzena obnovio bizantsku flotu. Uz podršku Seldžuka uspio je postići određene ciljeve u sjevernoj Grčkoj u borbi protiv srpskog kralja Stefana Dušana (1331. – 1355.), što je dovelo do obnove bizantske vlasti u Tesaliji (1333.) i Epiru (1337.).
U njegovo doba započeli su pojačani osmanski napadi na bizantske posjede u Maloj Aziji.